# クレイグ・クラシック
クレイグ・クラシック（Craig Classic、1983年5月1日 - ）は、アメリカのニューヨーク州マンハセット出身のプロレスラー。本名：クレイグ・コーン（Craig Cohn）。

## 経歴
2005年6月18日、FCWフロリダ州ポカレート大会でデビュー。
2006年3月、留学生として来日。3月26日、クレイグとして大日本プロレス道場のイベントで日本デビュー。
2011年、リングネームをクレイグ・クラシックに改名してプロレスリングZERO1に参戦。
2012年、ZERO1に入団。
2013年、ZERO1を退団してリングネームをクラシック・キッドに改名。

## タイトル歴
- NWA世界ジュニアヘビー級王座
- NWA世界ジュニアヘビー級王座（ニュー・レスリング・アライアンス版）
- WAR世界6人タッグ王座